# Liste von Templerburgen
Die Liste von Templerburgen beinhaltet Burgen bzw. befestigte Orte, die der Templerorden im Laufe seiner Geschichte besaß oder hielt. Die Liste erhebt keinen Anspruch auf Vollständigkeit.

## Heiliges Land
- Akkon, bis 1291
- Arsuf, 1213
- Aruad, bis 1302
- Arimah, nach 1152
- Baghras/Gaston, um 1150–1188 und 1216–1268
- Beaufort/Belfort, 1260–1266
- Caco
- Cafarlet
- Calamella, 1266
- Casal des Plains in Yazur
- Chastel Blanc, nach 1152–1271
- Chastellet, 1178–1179
- Château Pèlerin bei Atlit, 1218–1291
- Le Destroit in Atlit, bis 1264
- Doc, 1201–1263
- Gaza, 1149/1150–1188
- Maldouin, bis 1187
- Merle
- Port Bonnel, bis 1268
- Roche Roussel, bis 1268
- Roche Guillaume, vor 1188–1203 und vor 1237–1298/99
- Safed, 1168–1188 und 1240–1266
- Sidon, 1260–1291
- Le Saffran, bis 1187
- Tortosa, 1157–1291
- Toron des Chevaliers, vor 1147–1187
- Tour Rouge
- Trapesac, 1131/37–1188

## Zypern
- Gastria in Kalecik, erbaut 1191/92
- Kolossi bei Limassol, Kommandantur

## Europa
- Osthofen bei Worms
- Castillo de Ponferrada in Spanien
- Castelo de Tomar in Portugal
- Burg Saint-Sauveur-de-Cruzières in Frankreich
- Granyena in Spanien
- Peniscola in Spanien
- Chivert in Spanien
- Miravet in Spanien
- Torre de Quintela in Portugal
- La Tour du Temple in Frankreich
- Vrana in Kroatien